# Karl-Hermann Hensiek
Karl-Hermann Hensiek (* 10. Mai 1914 in Barkhausen bei Buer (Melle); † 25. September 1981) war ein  SS-Hauptsturmführer (Hauptmann) im Zweiten Weltkrieg sowie deutscher Unternehmer, Landwirt und Ziegeleibesitzer in Buer, im Regierungsbezirk Osnabrück (bis zu dessen Auflösung 1978), Landkreis Osnabrück, Niedersachsen.

## Werdegang
Hensieks erster Beitritt zur NSDAP zum 1. August 1932 war ungültig, er wurde dann zum 1. März 1935 aufgenommen (Mitgliedsnummer 3.601.579). Er gehörte von 1934 bis 1939 der Allgemeinen SS im Rang eines Rottenführers (SS-Nummer 256.895) und von 1939 bis 1945 der Waffen-SS an. Er kämpfte an verschiedenen Fronten, u. a. im Frankreichfeldzug (1940 bis 41), im Russlandfeldzug (1941 bis 1944) und in Holland (Juni 1944 bis Oktober 1944) in der 3. SS-Panzer Division ‚Totenkopf‘, zuletzt als SS-Hauptsturmführer (Hauptmann), hoch dekoriert mit dem Eisernen Kreuz I. Klasse (EK I), dem Dt. Kreuz in Gold und der silbernen Nahkampfspange.
Hensieks Vater Friedrich soll, im Gegensatz zu seinem Sohn, antifaschistisch eingestellt gewesen sein. Allerdings war er 1932 Mitglied der DNVP und hat 1936 in einem Brief die lippischen Arbeiter in seiner Ziegelei als Vagabunden und Horde bezeichnet. Die Leumundszeugnisse im Entnazifizierungsverfahren K. H. Hensieks (1947–1948), zum Beispiel das des Gesamtvorstehers von Buer, Johannes Fürhoff, sowie die seiner Angestellten und Arbeiter, fielen durchweg lobend aus. Er habe von den Verbrechen der SS sicherlich nichts gewusst und sei kein Nazi gewesen. Nach dem Krieg war Hensiek bis zum 3. Dezember 1947 im Internierungslager Neuengamme inhaftiert. Hier erfolgte seine erste Einstufung in Kategorie III (wesentlicher Förderer des Nationalsozialismus) mit gleichzeitiger Vermögenssperre und Berufsverbot. Ein Spruchgerichtsverfahren gegen ihn resultierte jedoch 1947 in einem Freispruch.
Hensieks Ziegelei in Barkhausen bei Buer nahm ab Pfingsten 1948 ihren Betrieb wieder auf. Der Entnazifizierungsausschuss des Kreises Melle stufte Hensiek am 25. August 1948 von III auf IV (ohne Einschränkungen) als einfachen NS-Unterstützer herunter. Von Bedeutung war in diesem Zusammenhang, „dass der Hensiek’sche Betrieb einer der wenigen gewesen ist, in dem die Belegschaft durchweg nicht der Partei angehört hat“.
Nach der Wiedereingliederung ins Berufsleben nahmen die Honoratioren in Buer Hensiek wieder in ihren Kreis auf. Neben der erfolgreichen Leitung der Burton GmbH Melle, heute Refratechnik, war Hensiek z. B. Mitglied der Schützengesellschaft Buer von 1550 e. V. und wurde dort 1964 Schützenkönig. Er lebte bis zu seinem Tode in Buer.